# Iglesia ortodoxa rusa de Dresde

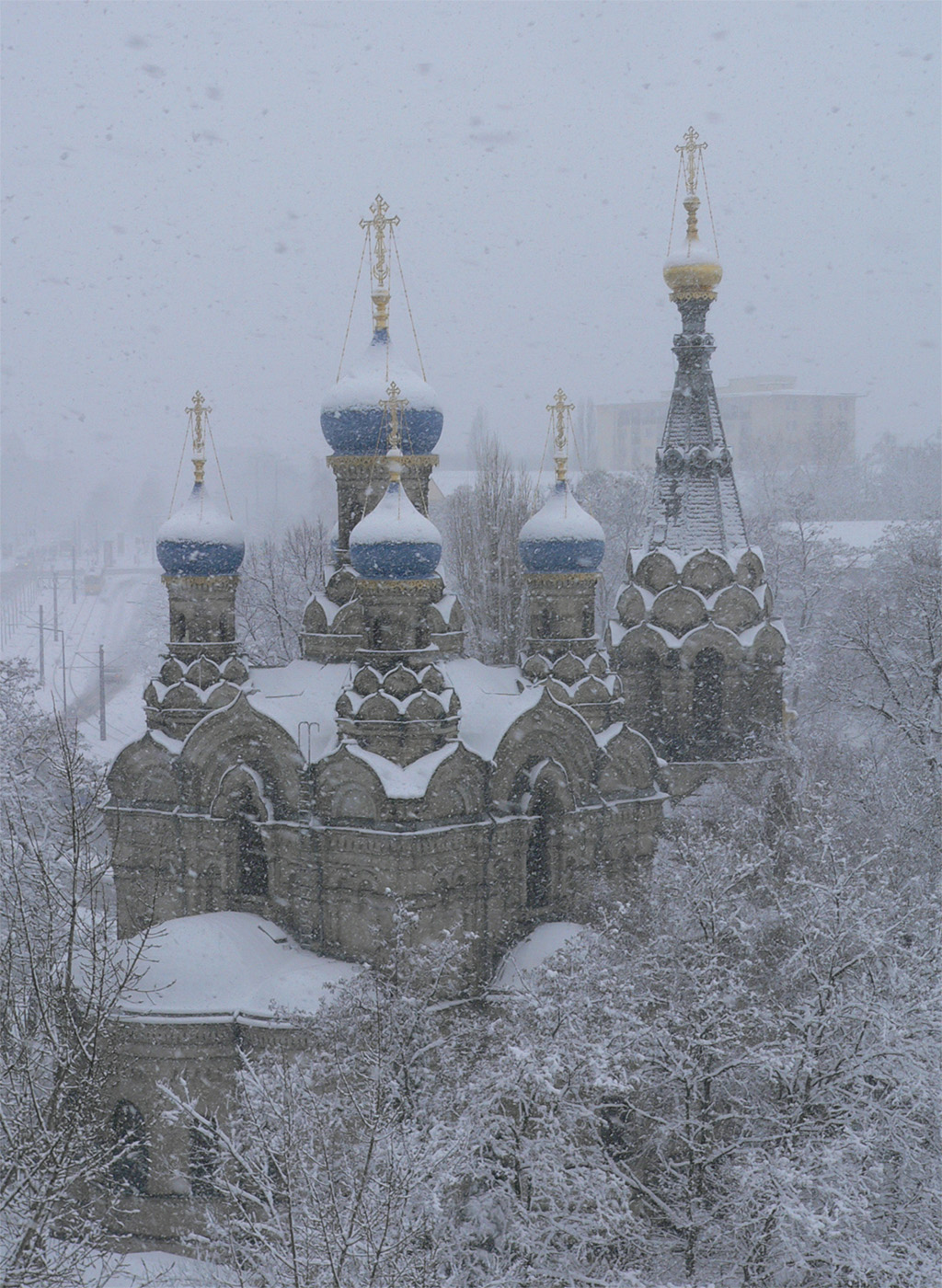
La iglesia ortodoxa bajo la nieve.

La Iglesia ortodoxa rusa de Dresde (en alemán: Russisch-Orthodoxe Kirche des Heiligen Simeon vom wunderbaren Berge; en ruso: Церковь преподобного Симеона Дивногорца) es un edificio religioso de finales del siglo XIX de la capital del estado federado alemán de Sajonia.

## Historia
La primera piedra de la iglesia fue puesta el 25 de abril de 1872 en presencia del alcalde de Dresde Pfotenhauer. Ubicada en la calle Reichsstraße, hoy llamada Fritz-Löffler-Straße, se consagró el 6 de junio de 1874. El diseño original es obra del arquitecto alemán de ascendencia rusa Harald Julius von Bosse, también responsable de la construcción de la iglesia alemana de San Petersburgo. La dirección de la obra corrió a cargo de Karl Weißbach.
El nombre de la iglesia, Kirche des Heiligen Simeon vom wunderbaren Berge (literalmente: "Iglesia del Santo Simeón de la montaña milagrosa"), hace referencia al asceta sirio San Simeón Estilita el Viejo. Se eligió este nombre en honor a Simeón de Vikulin, donador de tres cuartas partes del dinero necesario para levantar el templo.
El primer arcipreste de la iglesia fue Alexander Rosanov, de San Petersburgo, que mantuvo el cargo entre 1869 y 1883. En 1875, el zar Alejandro II, que había participado en la financiación de la iglesia, tomó parte en un servicio religioso celebrado en la misma.
Destinada en un principio a los miembros de la legación diplomática rusa en el Reino de Sajonia, la iglesia ortodoxa pertenece hoy en día al Patriarcado de Moscú. La decoración interior no pudo terminarse por problemas financieros. Los valiosos iconos que decoran el iconostasio son obra de James Marshall.
Fiódor Dostoyevski, que vivió en Dresde entre 1869 y 1871, celebró el bautizo de su hija en esta iglesia.
Entre 1914 y 1921, la iglesia permaneció cerrada por motivos de seguridad.

## En la actualidad
La comunidad tiene hoy día unos 1000 miembros. Anualmente, se bautizan en ella unos 80 o 90 nuevos fieles.

## Rasgos arquitectónicos
La iglesia ortodoxa rusa de Dresde supone un interesante contraste con el estilo imperante en el resto de la ciudad. El edificio está construido en ladrillo, con revestimiento de piedra arenisca. Mide 33 m de largo y 13 de ancho y la torre del campanario tiene 40 metros de altura. El edificio posee cinco torres bulbiformes, propias de las construcciones religiosas ortodoxas rusas. Las cinco cúpulas simbolizan a Jesucristo y los cuatro evangelistas.
Al igual que otras construcciones ortodoxas, su eje principal está alineado en dirección oeste-este. En su interior no hay ningún tipo de bancos, pues los fieles de las iglesias ortodoxas celebran sus ceremonias de pie.